# Karl Drescher (Germanist)
Karl Maria Drescher (* 9. Februar 1864 in Frankfurt am Main; † 21. Juni 1928 in Breslau) war ein deutscher Germanist.

## Leben
Karl Drescher, Sohn eines Frankfurter Schulrats, besuchte von 1879 bis 1882 das Realgymnasium in München. Anschließend diente er als Einjährig-Freiwilliger. Von 1883 bis 1885 betätigte er sich als Kaufmann. 1885 holte er das Abitur am humanistischen Gymnasium in Korbach nach und studierte in der Folge Deutsche Philologie und Philosophie an den Universitäten Marburg, München und Berlin. In Breslau wurde er 1888 Mitglied des Corps Silingia. 1890 wurde er in Berlin zum Dr. phil. promoviert. 1892 erhielt er an der Akademie Münster ohne Habilitation die Venia Legendi und lehrte dort bis 1896 als Privatdozent Deutsche Sprache und Literatur. 1896 wechselte er an die Universität Bonn, wo er zunächst als Privatdozent und ab 1900 als Titular-Professor ebenfalls Deutsche Sprache und Literatur lehrte. Seit 1906 lehrte er Deutsche Sprache und Literatur an der Universität Breslau, zunächst als außerordentlicher Honorarprofessor, ab 1909 als außerordentlicher Professor und ab dem Wintersemester 1913/14 als ordentlicher Honorarprofessor. Am 28. März 1928 wurde er zum persönlichen Ordinarius ernannt. Seine Forschungsschwerpunkte waren Hans Sachs, Johannes Hartlieb und Martin Luther.
Vom Sommersemester 1910 bis zum Sommersemester 1911 hielt er Vorlesungen und Übungen zur Germanistik an der Universität Berlin. Von 1906 bis 1928 war er wissenschaftlicher Leiter der Kommission zur Herausgabe der Werke Martin Luthers, der Weimarer Ausgabe.
Er war seit 1893 mit Julie von Heyden-Nerfken verheiratet. Das Ehepaar hatte einen Sohn, den Mineralogen und Petrologen Friedrich Karl Drescher-Kaden und eine Tochter Charlotte, die 1924 in Breslau den späteren General der Kavallerie Franz Kreß von Kressenstein heiratete.

## Auszeichnungen
- Geheimer Regierungsrat
- Ehrendoktor der Theologie der Universität Breslau, 1913
- Ehrenmitglied der Neuphilologischen Verbindung Breslau im WCV, 1919[2]
- Ehrenmitglied des Advisory Boards der German Publication Society in New York, 1922
- Ehrenmitglied der Societas Suecana pro Fide et Christianismo in Stockholm, 1924